# Un medico in famiglia
Un medico in famiglia (littéralement : un médecin dans la famille) est une série télévisée italienne inspirée du feuilleton espagnol intitulé Médico de Familia. Diffusée sur la chaîne Rai 1 depuis le 6 décembre 1998, la série compte 10 saisons, et narre les aventures de la famille Martini.

## Personnages principaux
Libero Martini (interprété par Lino Banfi) : père de Lele et grand-père de Maria, Ciccio, Annuccia, Bobò, Elena et Carlo. Cet ancien cheminot et syndicaliste portera la famille à bout de bras lors de l’absence de Lele. Il se mariera avec Enrica Morelli à la fin de la sixième saison. Durant la septième saison il déménage aux Ėtats-Unis pour rejoindre son frère Spartaco. Il sera de retour avec sa femme pour la huitième saison afin de s'occuper des enfants.
Enrica Morelli (interprétée par Milena Vukotic) : mère d'Elena et d'Alice Solari et grand-mère de Maria, Ciccio et Annuccia. Elle se mariera avec Libero sénior à la fin de la sixième saison. Durant la septième saison, elle reste à Rome pendant que son mari se trouve en Amérique.
Nilde Martini (interprétée par Anita Zagaria) : au début de la saison, elle aura plusieurs problèmes avec son fils Alberto. Il sera donc décidé qu'Alberto ira habiter chez son oncle Lele. Nilde sera mariera par la suite et ouvrira une ferme dans les Pouilles avec son mari. Elle ne fait plus partie de la série.
Gabriele « Lele » Martini (interprété par Giulio Scarpati) : au début de la série, il vient de perdre sa femme, Elena (mère de Maria, Ciccio et Annuccia). Il se mariera ensuite avec Alice, la sœur d'Elena et aura avec elle des jumeaux : Elena et Libero "Bobò" Martini. Ils se sépareront lors de la sixième saison et par la suite se mariera avec Bianca, la sœur de son meilleur ami Giulio Pittaluga. Lele et Bianca auront un enfant et l'appelleront Carlo. Lele, Bianca, Inge et Carlo partiront à la huitième saison.
Elena Solari : première femme de Lele. Elle décède avant le début de la série mais ses proches l'évoqueront souvent.
Alice Solari (interprétée par Claudia Pandolfi) : après la mort de sa sœur Elena, elle s'occupe beaucoup de Lele et des enfants de sa sœur. Au fil du temps, elle tombe amoureuse de Lele et finissent par se marier. Elle tombe enceinte de jumeaux, Bobbò et Elena. À la fin de la deuxième saison, elle partira avec son mari et ses enfants en France. Lele et elle finiront par divorcer.
Bianca Pittaluga (interprétée par Francesca Cavallin) : elle est la sœur de Giulio Pittaluga et la mère d'Inge, née de son union avec Gus. Après de nombreuses péripéties, elle divorce de Gus et épouse Lele à la fin de la septième saison. Au cours de cette même saison, elle apprend qu'elle est enceinte de son deuxième enfant, qui sera le septième de Lele. Il s'appellera Carlo. Elle part avec son mari et ses deux enfants à la fin de la huitième saison.
Gus (interprété par Paolo Conticini) : créateur de jeux vidéo et ex mari de Bianca et père d'Inge, il apparaît dans la septième saison afin de renouer des liens avec sa fille qui n'avait que trois ans lors de son départ. Il tenta également de reconquérir Bianca mais sans succès. Il ne sera présent que durant la septième et huitième saison.
Alberto Foschi (interprété par Manuele Labate) : neveu de Lele et cousin des enfants Martini, il vivra chez son oncle à partir de la première saison du fait des disputes continues avec ses parents. Après de nombreuses aventures amoureuses, il se fiance avec Reby, la meilleure amie de Maria, mais cette relation sera interrompue durant la septième saison quand Reby découvrira qu'il l'a trahie avec son amie Albina Battiston. Par la suite, il décidera de partir dans les Pouilles avec Albina afin d'aider sa mère à gérer la ferme qu'elle possède.
Lorenzo Martini (interprété par Flavio Parenti ) : il habite dorénavant chez les Martini. Il est médecin mais il ne veut plus pratiquer la chirurgie. Il a un enfant qui vit avec lui et se nomme Tommy.
Maria Martini (interprétée par Margot Sikabonyi) : fille aînée de Lele et Elena Solari. Elle est aussi médecin et se spécialise dans la neuropsychiatrie infantile. Au cours de la quatrième saison, elle épousera Guido Zanin dont elle aura une fille Paola surnommée Palù. Elle finira par se marier avec Marco Levi durant la huitième saison et adoptera le fils de Marco, Jonathan.
Francesco « Ciccio » Martini (interprété par Michael Cadeddu) : cadet de la famille Martini, il n'est pas très intelligent. Il finira par gérer un manège avec sa femme Tracy. Dans la septième saison, ils apprennent que la jeune femme est enceinte de jumeaux.
Anna « Annuccia » Martini (interprétée par Eleonora Cadeddu) : benjamine de Lele et Elena, elle entretient des rapports complices avec sa sœur Maria. Elle tombe amoureuse d'Emiliano, un tatoueur. Après des hauts et des bas, ils finiront par se fiancer durant la huitième saison.
Libero « Bobò » Martini Junior (interprété par Gabriele Paolino) : fils de Lele et frère jumeau d’Elena. Bobbò est un petit garçon au cœur tendre qui adore manger.
Elena Martini (interprétée par Domiziana Giovinazzo) : sœur jumelle de Bobò. Elle est très proche de son frère jumeau ainsi que d’Inge. Durant la neuvième saison, elle tombera amoureuse de Tommy mais rencontrera quelques difficultés.
Ingrid « Inge » (interprétée par Yana Mosyichuk) : fille de Bianca et Gus, elle considère Lele comme un père et la famille Martini comme sa deuxième famille. Durant la septième saison, elle doit faire face au retour de son père, qui est parti lorsqu’elle avait trois ans. Elle partira avec Lele, sa mère et son demi-frère à la fin de la huitième saison.
Guido Zanin (interprété par Pietro Sermonti) : mari de Maria et père de Palù. Il trouve la mort dans un accident de voiture entre la sixième et la septième saison.
Marco Levi (interprété par Giorgio Marchesi) : il est journaliste et père de Jonathan, un camarade de classe de Palù. Si les relations entre lui et Maria sont d'abord tendues, une idylle naitra par la suite. Ils finiront par se marier et il adoptera la fille de Maria.
Paola Enrica Ave « Palù » Zanin (interprétée par Rebecca Cantisani puis par Sofia Corinto) : elle est la fille de Guido et Maria. Son beau-père est Marco.
Jonathan Levi (interprété par Luca Lucidi) : il est le fils de Marco. Il a été adopté par Maria afin qu'il continue à habiter avec son père.
Ave Maria Battiston (interprétée par Emanuela Grimalda) : mère de Guido Zanin et d’Albina Battiston, belle-mère de Maria et grand-mère de Palù. Couturière, elle a abandonné son fils à la naissance pour des raisons financières et renoue avec lui, non sans difficultés, au cours de la sixième saison. Elle adore sa belle-fille Maria. Elles entretiennent de très bon termes. Elle est très proche de la famille Martini et de ses deux petits enfants, Palù et Jonathan.
Sara Levi (interprétée par Valentina Corti) : sœur de Marco. Au début de la neuvième saison, elle est censée se marier mais stoppe tout au moment de dire oui. Elle vit actuellement chez les Martini après avoir arrêté de courir en professionnel à cause de ses problèmes de santé qu'elle cache à ses proches.
Albina Battiston (interprétée par Sarah Calogero puis par Clizia Fornasier) : fille d’Ave, sœur de Guido et amie de Maria et Reby. Durant la septième saison, elle entame une relation amoureuse avec Alberto, fiancé de Reby et cousin de Maria, alors qu’elle doit se marier avec un autre. À la fin de cette saison elle décide de partir dans les Pouilles avec Alberto et Nilde, la mère de celui-ci, afin d’aider à la ferme.
Giulio Pittaluga (interprété par Luca Lucidi) : meilleur ami de Lele et Alice et propriétaire de la chocolaterie Pittaluga. Personnage excentrique et toujours de bonne humeur, il est père d'un petit garçon appelé Pietro surnommé Pietrino. Il n'est plus dans la série.
Rebecca « Reby » (interprétée par Carlotta Agravi) : meilleure amie de Maria et amie d’Albina. Elle a depuis toujours le béguin pour Alberto et finiront par se mettre ensemble jusqu'au jour où Reby apprendra qu'il l'a trompée avec Albina Battiston.
Concetta « Cettina » Gargiulo (interprétée par Lunetta Savino) : première gouvernante de la famille Martini, elle est considérée comme une mère de substitution par les trois enfants, en particulier Annuccia. Elle est mariée avec Augusto Torello et ensemble ils auront un fils appelé Eros. Ils ne sont plus dans la série.
Augusto Torello (interprété par Francesca Salvi) : il est très riche et fait tout pour conquérir Cettina. Ils finiront par se marier et avoir un enfant appelé Eros. Ils ne sont plus dans la série.
Melina Catapano (interprétée par Beatrice Fazi) : deuxième gouvernante des Martini et parente de Cettina. Elle se marie avec Dante Piccione, son compagnon, lors de la septième saison, durant laquelle elle découvre également qu’elle est enceinte. Elle partira avec son mari et son fils à la huitième saison.
Dante Piccione (interprété par Gabriele Cirilli) : compagnon puis mari de Melina, et futur père. Joueur invétéré, il se met souvent dans des situations délicates. Il partira avec sa femme et son fils à la huitième saison.

## Diffusion et nombre d'épisodes
| Saison | Saison | Épisodes | Date de 1re diffusion | Fin de 1re diffusion |
| ------ | ------ | -------- | --------------------- | -------------------- |
|        | 1      | 52       | 6 décembre 1998       | 30 mai 1999          |
|        | 2      | 26       | 27 février 2000       | 21 mai 2000          |
|        | 3      | 26       | 16 mars 2003          | 25 mai 2003          |
|        | 4      | 26       | 26 septembre 2004     | 3 décembre 2004      |
|        | 5      | 26       | 15 mars 2007          | 29 mai 2007          |
|        | 6      | 26       | 20 septembre 2009     | 23 novembre 2009     |
|        | 7      | 26       | 27 mars 2011          | 26 mai 2011          |
|        | 8      | 26       | 3 mars 2013           | 19 mai 2013          |
|        | 9      | 26       | 16 mars 2014          | 29 mai 2014          |
|        | 10     | 26       | 7 septembre 2016      | 24 novembre 2016     |

## Générique
La chanson Ai ai ai du groupe Los Locos sert de générique pour les cinq premières saisons. Elle est ensuite remplacée par la chanson Je t’aime interprétée par Giulia Luzi, qui joue le rôle de Giulia, la meilleure amie d’Annucia.